# Kypello Kyprou 2024-2025
La Kypello Kyprou 2024-2025 è stata l'83ª edizione della coppa nazionale cipriota, iniziata il 25 settembre 2024 e terminata il 24 maggio 2025 al GSP Stadium di Nicosia.
L'AEK Larnaca ha vinto la competizione per la terza vola nella propria storia.

## Primo turno
Il sorteggio per il primo turno si è tenuto il 12 settembre 2024. Le finaliste della scorsa edizione (Pafos e Omonia), insieme con l'APOEL e due squadre della B Katigoria (PAEEK Kerynias e Spartakos Kitiou) hanno ricevuto automaticamente il passaggio al turno successivo.
| 25 settembre 2024   |       |                   |
| Othellos Athīainou  | 0 – 4 | Apollōn Limassol  |
| 1 ottobre 2024      |       |                   |
| AEK Larnaca         | 5 – 0 | Akritas Chlōrakas |
| 2 ottobre 2024      |       |                   |
| Olympiakos Nicosia  | 1 – 4 | Anorthōsis        |
| Ethnikos Achnas     | 3 – 1 | AEZ Zakakiou      |
| Nea Salamis         | 1 – 0 | Doxa Katōkopias   |
| 23 ottobre 2024     |       |                   |
| Chalkanoras Idaliou | 0 – 1 | Omonia 29is Maiou |
| Karmiōtissa         | 2 – 3 | Agia Napa         |
| 30 ottobre 2024     |       |                   |
| Achyrōnas Onīsilos  | 0 – 2 | AEL Limassol      |
| ASIL Lysī           | 1 – 6 | Arīs Limassol     |
| 6 novembre 2024     |       |                   |
| Anagennīsī Deryneia | 1 – 2 | EN Paralimni      |
| Ypsonas             | 1 – 2 | Omonia Aradippou  |

## Secondo turno
| 4 dicembre 2024  |                 |                   |
| Apollōn Limassol | 0 – 0 (4-3 dtr) | Ethnikos Achnas   |
| Agia Napa        | 1 – 4           | AEL Limassol      |
| 10 dicembre 2024 |                 |                   |
| AEK Larnaca      | 8 – 0           | PAEEK Kerynias    |
| 11 dicembre 2024 |                 |                   |
| EN Paralimni     | 0 – 0 (4-2 dtr) | Nea Salamis       |
| Omonia Aradippou | 2 – 4           | Anorthōsis        |
| 15 gennaio 2025  |                 |                   |
| Omonia           | 7 – 0           | Spartakos Kitiou  |
| Pafos            | 1 – 1 (5-4 dtr) | Arīs Limassol     |
| 16 gennaio 2025  |                 |                   |
| APOEL            | 6 – 1           | Omonia 29is Maiou |

## Quarti di finale
| 28 gennaio 2025 |                 |                  |
| Omonia          | 3 – 0           | AEL Limassol     |
| 29 gennaio 2025 |                 |                  |
| Anorthōsis      | 1 – 3           | Apollōn Limassol |
| EN Paralimni    | 0 – 3           | AEK Larnaca      |
| 30 gennaio 2025 |                 |                  |
| APOEL           | 1 – 1 (4-5 dtr) | Pafos            |

## Semifinali
| Squadra 1                 | Totale | Squadra 2        | Andata | Ritorno |
| ------------------------- | ------ | ---------------- | ------ | ------- |
| 30 aprile / 7 maggio 2025 |        |                  |        |         |
| Omonia                    | 1 – 2  | AEK Larnaca      | 0 - 0  | 1 - 2   |
| Pafos                     | 6 – 2  | Apollōn Limassol | 4 - 2  | 2 - 0   |

## Finale
| Arbitro: | Daniel Siebert |

|                                           |                      |                                                       |
| Oršić Anderson Tanković Jaja Goldar Quina | Tiri di rigore 4 – 5 | Miličević Angielski Cantalapiedra Gama Gustavo García |